# Inkluderende feminisme-initiativet
Die Inkluderende feminisme-initiativet (dt. „Initiative für Inklusiven Feminismus“; IFI) ist eine norwegische landesweite intersektionale feministische Organisation, die sich für Gleichstellung, Vielfalt und Inklusion auf der Grundlage der Menschenrechte einsetzt.

## Geschichte und Aktivitäten
IFI wurde 2022 gegründet, um wachsender Transphobie und Anti-Gender-Populismus entgegenzuwirken und eine breite und inklusive feministische Bewegung in Norwegen aufzubauen, die auf der Grundlage der Menschenrechte und des Respekts vor der Menschenwürde aller Menschen arbeitet. IFI betont, dass Feminismus auf Menschenrechten und den sich ständig entwickelnden Kämpfen verletzlicher Minderheiten basieren muss.
Der Bericht der Norwegischen Extremismuskommission aus dem Jahr 2024 wies darauf hin, dass die Rechte von LGBTQ+-Personen zunehmend von extremen Bewegungen unter Druck gesetzt werden. Im selben Jahr warnte UN Women vor extremen Anti-Rechte-Bewegungen, die Hasspropaganda und Desinformation nutzen, um Minderheitengruppen anzugreifen und zu delegitimieren. Norwegen war in den 2020er Jahren auch von Anti-Gender-Kampagnen gegen Transgender-Personen geprägt. 2022 erlebte Norwegen einen Terroranschlag auf die queere Gemeinschaft und die Oslo Pride. Marianne Gulli, die Präsidentin von FRI Oslo und Viken, erklärte, dass die Initiative für Inklusiven Feminismus "wichtig ist, um eine feministische Gemeinschaft zu schaffen, die Platz für alle hat."

### Inklusiver 8. März
IFI organisiert den Inklusiven 8. März in Oslo, eine der beiden großen Veranstaltungen zum Internationalen Frauentag in Oslo, in Zusammenarbeit mit mehreren anderen feministischen und queeren Organisationen wie Sex og Politikk (Planned Parenthood) und deren Jugendorganisation SNU, der Norwegischen Organisation für sexuelle und geschlechtliche Vielfalt (FRI) und deren Jugendorganisation Skeiv Ungdom, Skeiv Verden und radiOrakel. Der Inklusive 8. März beschreibt sich selbst als eine Veranstaltung, die für alle Geschlechter offen ist und sich gegen Rassismus, Transphobie, Homophobie, Faschismus und Ableismus positioniert.